# Центральная больница Гренобльского университета
Центральная больница Гренобльского университета (фр. Centre Hospitalier Universitaire Grenoble Alpes, сокращённо CHU Grenoble Alpes или CHUGA) — французская учебная больница, построенная в 1974 году. С общей вместимостью более 2133 коек в 2020 году это главная больница Гренобля и Изера во Франции. CHU Grenoble принимает все телефонные звонки из департамента Изер, набранные по номеру экстренной помощи 15 (номер телефона службы экстренной медицинской помощи) через центр приёма и управления звонками.
В городском округе Гренобль проживает около 500 000 жителей, а в департаменте Изер проживает более 1,2 миллиона человек. С операционным бюджетом в 713 миллионов евро в 2017 году в больнице работает более 9000 сотрудников (включая 2000 врачей), что делает её крупнейшим работодателем в районе Гренобля после STMicroelectronics и Schneider Electric. Больничные учреждения в основном расположены в Ла-Тронш (Северный район) и Эшироль (Южный район) агломерации Гренобля.
Как учебная больница, CHUGA активно занимается медицинскими исследованиями (например, Clinatec, NanoBio, G-IN, IAB), в том числе благодаря своему членству в Университете Гренобль-Альпы.

## Рейтинги
CHU Grenoble Alpes занимает 10-е место из более чем 1400 государственных больниц во Франции. В 2020 году CHUGA заняла 45-е место в мире в области клинической медицины.
CHU Grenoble Alpes была первой университетской больницей, получившей глобальную аккредитацию A-level от HAS, Национального управления здравоохранения Франции.

## Международное сотрудничество
Через Университет Гренобль-Альпы больница сотрудничает с 653 университетами в более чем 80 странах. Она также поддерживает тесные партнёрские отношения с учебными больницами в Квебеке, Швейцарии, Испании, Марокко и Китае. В 2019 году больница обеспечила 53 двойных диплома.
CHU Grenoble Alpes — единственная французская университетская больница, которая находится в стратегическом партнёрстве с гуманитарной организацией «Врачи без границ».
Благодаря своему географическому положению и своей репутации больница известна тем, что привлекает иностранных пациентов. С 2016 года наблюдается значительный приток пациентов из Кувейта.